# Nellee Hooper
Neelle Hooper (Bristol, 15 de março de 1963) é um produtor musical e compositor britânico.